# 阿根廷國家憲兵
阿根廷國家憲兵（西班牙語：Gendarmería Nacional Argentina；）是阿根廷的國家憲兵及邊防機構，具有军事性质。与联邦警察、海事署以及机场安全警察共同构成阿根廷的执法机构。创建于1938年并且曾隶属于阿根廷陆军，国家宪兵也参与了许多武装事件，包括参加了1982年马岛战争。现国家宪兵归安全部管辖。

## 历史

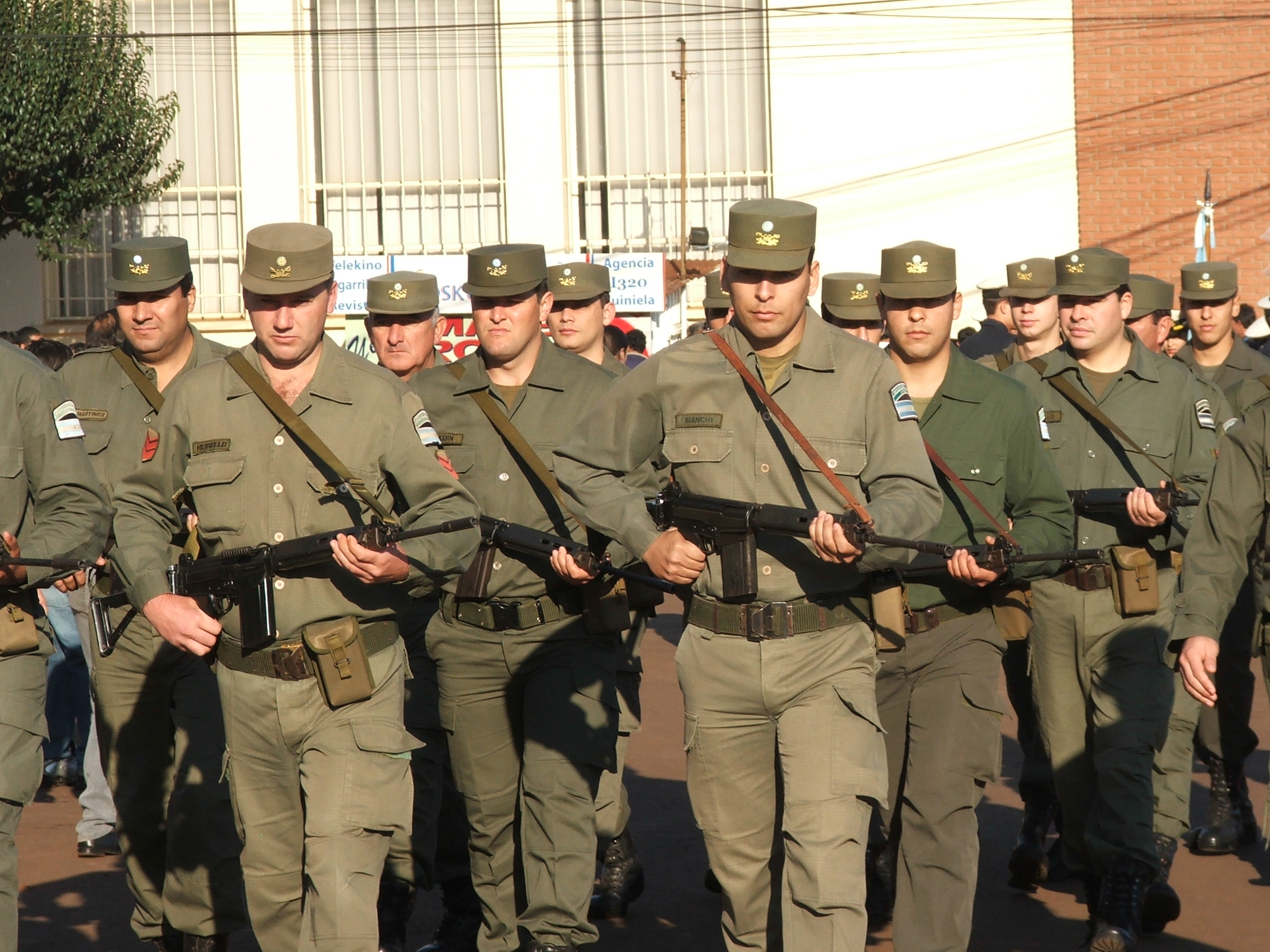
國家憲兵在米西奥内斯省的奧韋拉

國家憲兵在1938年经由阿根廷国会创建，以替代此前由军队完成的职责。其任务是保护边境和偏远地区居民的安全。

## 活动
國家憲兵的使命和职能为国内安全和国防。
根据阿根廷宪法，军队不能在国内进行军事行动，所以國家憲兵隶属于安全部，定義为一个民事且“具有军事性质的保安部队”。它与国防部保持合作关系，同时作为国防系统和国内安全系统的一部分。因此，其依然保持参与联合军事计划的能力。
國家憲兵的主要任务是：
- 维护阿根廷的边境安全
- 维护国家战略要地的安全（例如核电站）

國家憲兵也可用于其他安全任务，其中包括：
- 警务任务：
  - 协助省警察维护乡野地区的公共安全
  - 防止偷渡
  - 打击贩毒
  - 打击恐怖主义
  - 打击“对生命和自由”的犯罪（儿童和器官贸易，奴役等）
  - 经济犯罪
  - 环境犯罪
  - 非法移民
- 军事任务：
  - 作战任务（例如，马岛战争）
  - 联合国的维和及人道援助
  - 阿根廷駐外大使馆和领事馆安全維護

阿根廷國家憲兵曾在危地马拉，波斯尼亚和黑塞哥维那，克罗地亚，安哥拉，黎巴嫩，卢旺达和海地执行联合国任务。
1. ↑   (PDF). mapadelestado.jefatura.gob.ar.   [2022-09-04]. （原始内容存档 (PDF)于2022-06-18）.